# Grallipeza
Grallipeza är ett släkte av tvåvingar. Grallipeza ingår i familjen skridflugor.

## Dottertaxa tillGrallipeza, i alfabetisk ordning[1]
- Grallipeza acutivitta
- Grallipeza affinis
- Grallipeza amazonica
- Grallipeza arcuata
- Grallipeza auriornata
- Grallipeza baracoa
- Grallipeza callangana
- Grallipeza cantata
- Grallipeza cristulata
- Grallipeza ecuadoriensis
- Grallipeza elegans
- Grallipeza flavicaudata
- Grallipeza footei
- Grallipeza gracilis
- Grallipeza hyaloptera
- Grallipeza imbecilla
- Grallipeza magna
- Grallipeza mellea
- Grallipeza nebulosa
- Grallipeza nigrinotata
- Grallipeza obscura
- Grallipeza ornatithorax
- Grallipeza pallidefasciata
- Grallipeza panamensis
- Grallipeza placida
- Grallipeza placioides
- Grallipeza pleuritica
- Grallipeza pronigra
- Grallipeza pseudosimplex
- Grallipeza pulchrifrons
- Grallipeza russula
- Grallipeza scurra
- Grallipeza spinuliger
- Grallipeza suavis
- Grallipeza unifasciata
- Grallipeza unimaculata
- Grallipeza vicina